# Coelichneumonops occidentalis
Coelichneumonops occidentalis là một loài tò vò trong họ Ichneumonidae.